# 오이노네

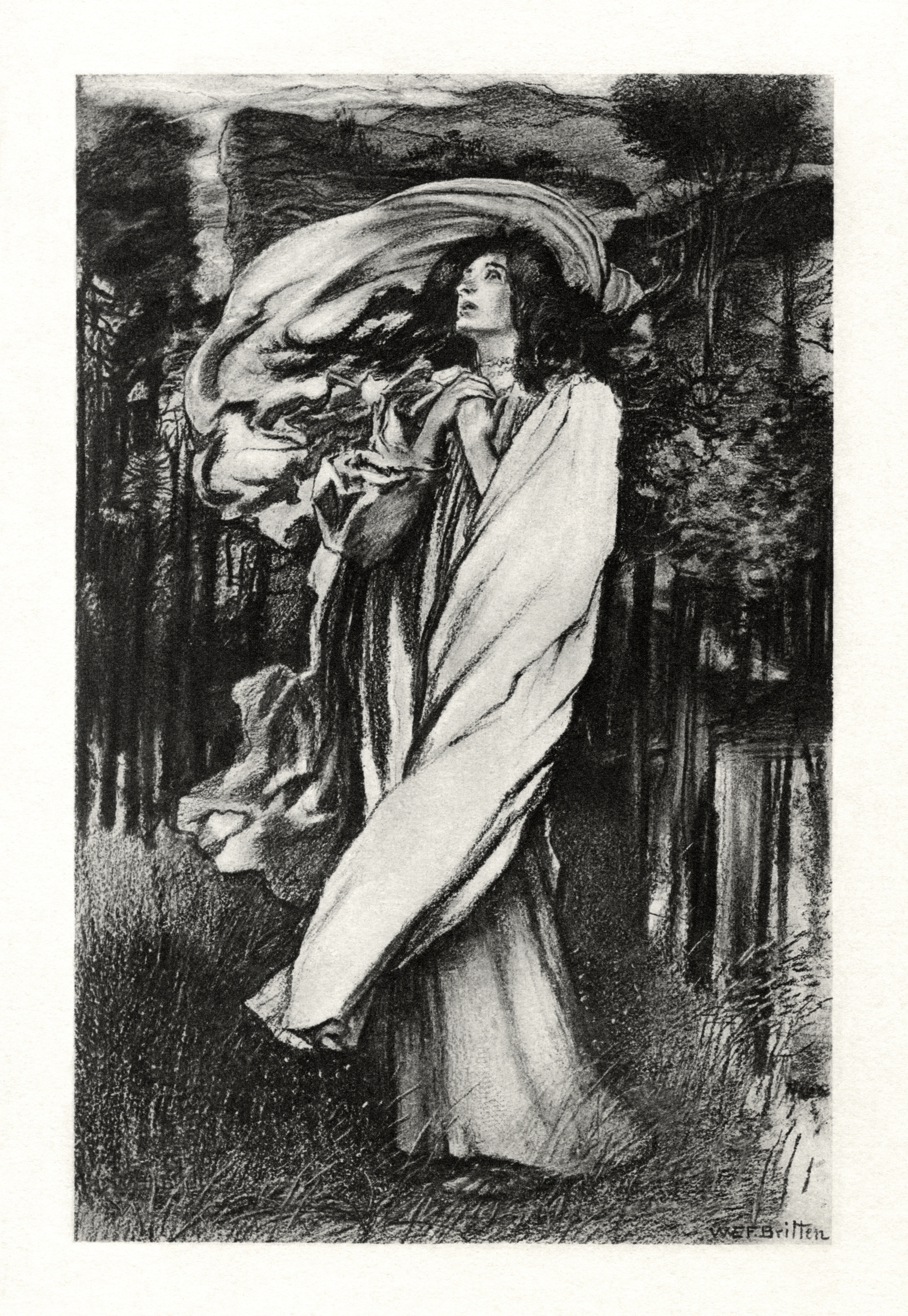

그리스 신화에서 오이노네(그리스어: Οἰνώνη)는 파리스의 첫 아내로, 프리지아의 이다 산에 사는 오레아스(산의 요정)이었다. 파리스와의 사이에서 아들 코리투스를 낳았다. 파리스가 자신을 버리고 트로이로 갈 것이라 예견한 그녀는 위중한 상처를 입었을 때 반드시 이다 산으로 돌아오라고 부탁했다.
파리스가 트로이의 왕자임이 밝혀진 후, 헬레네와 결혼하면서 오이노네는 버림받는다. 오이노네는 파리스의 마음을 돌이킬 심산으로 성장한 아들 코리투스를 트로이에 보냈다. 그러나 코리투스는 헬레네에게 연정을 품게 되고, 분노한 파리스는 코리투스가 자신의 아들이라는 것을 모른 채 그를 죽였다.
트로이 전쟁에서 위중한 상처를 입은 파리스는 오이노네의 말을 기억하고 이다 산으로 돌아갔다. 그러나 오이노네는 복수심에 헬레네의 침대로 돌아가라며 그를 물리쳤다. 그녀는 금방 후회했으나 파리스는 이다 산 중턱에서 죽은 후였다.